# Тайните на октопода
Тайните на октопода (на английски: Secrets of the Octopus) е научнопопулярен сериал за природата от три епизода, който разказва за различни видове октоподи, обитаващи различни местообитания. Първият епизод е излъчен на 21 април 2024 г. по телевизионния канал Нешънъл Джиографик, като и трите епизода за достъпни от следващия ден в стрийминг платформата Дисни+, за да се отбележи Денят на Земята. Джеймс Камерън е изпълнителен продуцент, като това е третата поредица от франчайза му Тайните на..., предшествана от Тайните на кита и Тайните на слона.
Октоподите са заснети в естествената им среда в продължение на 200 дни от екипа на продукцията.

## Сюжет
Тайните на октопода изследва живота, културата и поведението на различни видове октоподи по целия свят. Разказвач е актьорът Пол Ръд, като се съдържат коментари и дискусии от редица морски биолози, учени и експерти в областта, документалната поредица се стреми да доближи зрителите по-близо от всякога до едно от най-неуловимите и извънземни създания на планетата.

### Представени октоподи
| Име                        | Изображение |
| -------------------------- | ----------- |
| Голям син октопод          |             |
| Синьопръстен октопод       |             |
| Голям тихоокеански октопод |             |
| Кокосов октопод            |             |

## Епизоди
1. Майстори на превъплъщенията
2. Гениален ум
3. Социални връзки

## Производство
Поредицата е обявена на 2 февруари 2022 г. заедно с дванадесет други сериала на Нешънъл Джиографик като част от неговото споразумение за стрийминг с Дисни+, включително Тайните на слоновете.
След предишните поредици от франчайза Тайните на..., които се фокусират съответно върху китовете и слоновете, изпълнителният продуцент Джеймс Камерън говори за своето вълнение от изследването на света на октоподите, отбелязвайки, че е изучавал морска биология в началото на 70-те години и е останал очарован от откритията, които се правят за октопода по това време. Говорейки за вдъхновението за поредицата, Камерън обяснява: „Винаги съм разчитал много на октопода като писател на научна фантастика. Винаги съм си представял, че когато тази летяща чиния кацне на моравата на Белия дом и рампата се спусне, ще излезе нещо, което прилича на октопод. Красотата на тази поредица за октоподи е, че те живеят сравнително плитко. Тук става въпрос за човешкото търпение. В случая с д-р Алекс Шнел например, който е нашият известен морски учен, става дума за създаване на връзка с отделни животни от тези различни видове и просто да ги наблюдавате, след което да приложите някаква наука, за да интерпретирате това, което виждате“.

## Прием
Преди премиерата си Гардиън подчертава Тайните на октопода като едно от най-добрите седем предавания за гледане тази седмица, заявявайки, че „октоподът очевидно става по-завладяващ, колкото по-близо се доближавате до него. Това е красиво заснет и на моменти наистина психеделичен поглед върху отвъдно царство“. В положителна рецензия Тони Брадли от Форбс пише: „Значителна част от поредицата е посветена на улавянето на поведението, което никога не е заснемано досега, предлагайки на зрителите безпрецедентен поглед към това как октоподите си взаимодействат с околната среда и другите видове. Това включва уникалната им репродуктивна способност, стратегии, при които женските октоподи жертват живота си за следващото поколение, и способността им да „мислят“ с пипалата си, всяко от които има свой собствен ум. Разказът на Пол Ръд добавя слой топлина и човечност към сериала, приканвайки зрителите да се свържат дълбоко с разказа, неговият ентусиазъм по темата е осезаем, тъй като той изразява страхопочитание и възхищение от способностите на октоподите и учените, които ги изучават“.
Пишейки за Уолстрийт Джърнъл, Джон Андерсън похвалва кинематографията, като нарича сериала „визуално зашеметяващ“ и отбеляза, че „информацията е завладяваща, но движението, цветовете и прецизността на фотографията са вълнуващи. Както и моментите, които очевидно никога преди това не са били запечатвани – действителният процес на чифтосване и използването на мида за самозащита“.

## В България
В България поредицата е излъчена по Нешънъл Джиографик Уайлд, дублирана на български език.